# Washington Ellsworth Lindsey

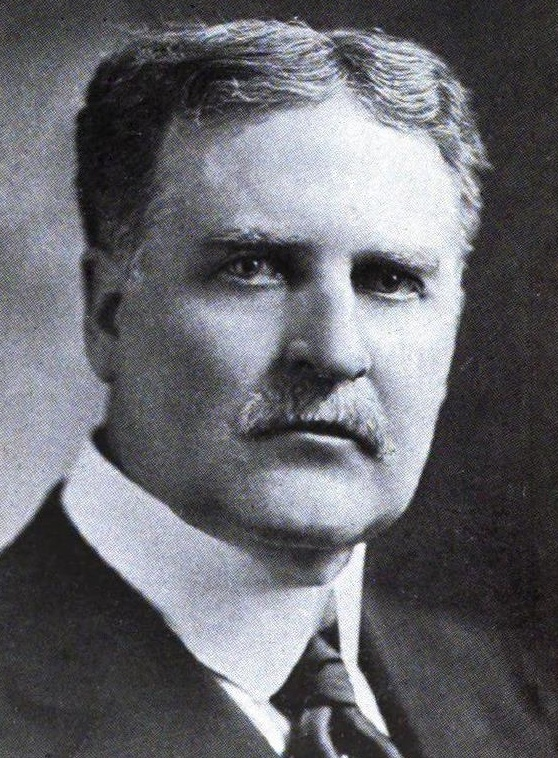
Washington Ellsworth Lindsey

Washington Ellsworth Lindsey (* 20. Dezember 1862 in Armstrong, Wayne County, Ohio; † 5. April 1926 in Portales, New Mexico) war ein US-amerikanischer Politiker und von 1917 bis 1919 der dritte Gouverneur des Bundesstaates New Mexico.

## Frühe Jahre
Washington Lindsey besuchte bis 1884 das Scio College in Alliance (Ohio). Danach studierte er bis 1891 an der University of Michigan Jura und arbeitete er in Chicago zehn Jahre lang als Rechtsanwalt, ehe er nach Portales im New-Mexico-Territorium zog.

## Politischer Aufstieg
Lindsey war Mitglied der Republikanischen Partei. Zwischen 1903 und 1905 war er Verwaltungsangestellter im Roosevelt County, zwischen 1905 und 1909 war er dort stellvertretender Bezirksstaatsanwalt. Danach war er von 1909 bis 1910 Bürgermeister von Portales. Außerdem war Lindsey Mitglied der verfassungsgebenden Versammlung von New Mexico, die zwischen 1910 und 1912 tagte. Im Jahr 1916 wurde er zum Vizegouverneur seines Staates gewählt. In dieser Funktion amtierte er nur 49 Tage, weil er nach dem Tod von Gouverneur Ezequiel Cabeza de Baca am 18. Februar 1917 dessen Amtszeit beenden musste.

## Gouverneur von New Mexico
Zwischen dem 19. Februar 1917 und dem 1. Januar 1919 war Washington Lindsey Gouverneur seines Staates. In seine Amtszeit fiel der Eintritt der Vereinigten Staaten in den Ersten Weltkrieg; der Gouverneur unterstützte die Kriegsanstrengungen der Bundesregierung unter Präsident Woodrow Wilson. Damals wurde bei öffentlichen Wahlen das Prinzip der geheimen Stimmabgabe eingeführt. Außerdem wurde ein Gesetz gegen die Korruption erlassen.

## Weiterer Lebenslauf
Nach dem Ende seiner Amtszeit war Lindsey hauptsächlich als Anwalt tätig. Im Juni 1924 war er Delegierter zur Republican National Convention in Cleveland, auf der Calvin Coolidge als Präsidentschaftskandidat nominiert wurde. Washington Lindsey starb am 5. April 1926. Er war zweimal verheiratet und hatte insgesamt drei Kinder.